# Регулярна армія
Регулярна армія — це офіційна армія держави чи країни (офіційні збройні сили), на відміну від нерегулярних сил, таких як добровольчі нерегулярні ополчення, приватні армії, найманці тощо. 

## Структура
Регулярні армії зазвичай складаються з:
- постійної армії, постійні сили регулярної армії, які підтримуються  під рушницею у мирний час.
- сили військового резерву, які можуть бути мобілізовані, за потреби, для підвищення ефективності регулярної армії доповнюючи постійну армію.

Регулярна армія може бути:
- призовна армія, включає професіоналів, добровольців та військовозобов'язаних (присутність примусового призову, у тому числі новобранців для постійної армії, а також примусового резерву).
- професійна армія, без військовозобов'язаних (відсутність примусової служби, і наявність добровільного резерву), це не зовсім те ж саме, що і постійна армія, оскільки постійні армії існують, і в примусовій моделі, і в професійній.

## Регулярні армії країн світу
У Великій Британії і Сполучених Штатах Америки термін Регулярна армія означає професійну дійсну діючу армію, на відміну від резервного компоненту, тобто, армійського резерву (колишньої Територіальної армії) та резерву армії США із національною гвардією США відповідно.

## В Україні
Регулярна армія Україні була створена у період української революції 1917-1921 років та отримала назву «Украї́нська Радян́ська Армія» («Украї́нська Червона Армія», в деяких документах також «Українська Повстанська Армія»).

## Цікаві факти
В українській мові поняття «Регулярна армія» — є єдиною правильною формою викладу замість вживання широковідомого і поширеного словосполучення «Діюча армія».